# O Imaterial
O Imaterial: conhecimento, valor e capital  (no original em francês: L'imatériel: connaissance, valeur et capital ) é um livro de André Gorz que foi primeiramente publicado em 2003 pelo autor e posteriormente traduzido para o português pela editora Annablume em 2005.
O livro dedicado ao imaterial, embora publicado em 2003, é ainda necessário para a sociedade diante dos desafios da crise econômica mundial atual. Ele não só retoma ao leitor reflexões importantes sobre as relações de trabalho, conhecimento e capitalismo, mas vai além, enfatiza a importância de se diferenciar o conhecimento, que pode ser apropriado privativamente, dos saberes vividos que não podem se desvincular das habilidades das pessoas e, portanto, não são passíveis de apropriação privada.
A crise atual está arruinando o trabalho de diversos empregados, tal fenômeno pode ser visto nas grandes potências mundiais, como EUA, Japão e Europa, mas também em alguns países emergentes como o Brasil. A reflexão feita por Gorz mostra que as demissões que vêm acontecendo no mercado de trabalho estão vinculadas ao oportunismo do momento para resolver um problema antigo: “o capital precisa cada vez menos de trabalho de produção material”.

## Conteúdo
O conteúdo da obra foi desenvolvido em quatro capítulos. No decorrer dos três tópicos iniciais o autor discute as consequências da economia do conhecimento, como uma forma de capitalismo que busca redefinir as suas características de trabalho, valor, capital e incluir novos domínios. No último tópico, Gorz expõe uma análise do conhecimento e de saberes, fazendo uma crítica à ciência, pois em sua visão, ela elimina a natureza interior do indivíduo.

### O Trabalho Imaterial
O conhecimento, como principal força produtora de trabalho, foi comentado desde Marx. Gorz reconhece que o tempo livre dos indivíduos é colocado a serviço da produção. Para o trabalho imaterial não são necessárias as competências profissionais, mas sim as habilidades sociais, a capacidade de improvisação e de cooperação, todas adquiridas fora do ambiente de trabalho. Portanto, o autor observa que as empresas consideram como "seu" capital humano o que é, de fato, um recurso gratuito, mas essencialmente necessária para que haja êxito no âmbito profissional.
Esse modelo vigente tende a diminuir as diferenças entre sujeito e empresa, forçando o indivíduo a ser sua própria empresa: um capital fixo que exige ser continuamente modernizado, ampliado e valorizado. Assim, o regime salarial deve ser abolido e as empresas diminuem os seus efetivos, terceirizando para os autos empreendedores, sem assumir compromissos com a saúde ou com a aposentadoria dos prestadores.  

### O “Capital Imaterial”
O trabalho imaterial gera capital imaterial, o valor dos produtos é determinado pelo conjunto de conhecimento e inteligências, tornando-se a principal forma de trabalho e de capital, ainda que imensuráveis. Porém, o conhecimento não pode ser expresso em unidades de valor, o que inviabiliza a sua avaliação como capital. Desde modo Gorz elabora o conceito de capital imaterial, definindo melhor o que distingue conhecimentos e saberes, e critica o atual conceito financeiro que temos.

### Rumo a um comunismo do saber? ...
Gorz discute as contradições do capitalismo cognitivo. Argumenta que elas geraram a crise do capitalismo. Assim, o autor procura uma redefinição de riqueza, propondo a superação do produtivismo, no qual as forças e capacidades humanas deixam de ser meios de produzir riqueza, já que são considerados como a verdadeira riqueza.
Relaciona a sociedade do saber ao comunismo do saber, em que a criação de riqueza seria o livre desenvolvimento das aptidões humanas, do lazer e do prazer, afluindo para uma economia com sentido coletivo, uma antítese da economia política do capital.

### ... Ou rumo a uma civilização pós-humana
Cunha os fundamentos do movimento ambientalista, que teria nascido da resistência à apropriação privada da natureza e à destruição desse bem comum, que é o mundo vivido. Salienta que o conhecimento e o seu desenvolvimento, por meio das ciências, não se deixaram guiar pelas necessidades do mundo atual, reivindicando para a ciência o monopólio do conhecimento.
No entendimento do autor, a ação da ciência de abolir a natureza faz parte do "projeto do capital de substituir as riquezas primordiais, que a natureza oferece gratuitamente e que são acessíveis a todos, por riquezas artificiais". Exemplos são o mercado de esperma, de úteros, de genes, de células-tronco e de órgãos. O próximo passo seria a "mercantilização" de seres humanos.

## Conclusão
O livro é sucinto, porém denso, muito recomendável para aqueles interessados em melhor compreender o capitalismo vigente, as relações de trabalho, o papel do conhecimento, bem como as suas implicações na sociedade contemporânea.